# تيتسويا نيشيواكي
تيتسويا نيشيواكي (باليابانية: 西脇 徹也) (22 مايو 1977 في تشيبا في اليابان – )؛ هو لاعب كرة قدم ياباني سابق كان يلعب كلاعب وسط.

## وصلات خارجية
- تيتسويا نيشيواكي على موقع رابطة كرة القدم اليابانية للمحترفين (اليابانية)